# Rhododendron kiyosumense
Rhododendron kiyosumense är en ljungväxtart som först beskrevs av Tomitaro Makino, och fick sitt nu gällande namn av Tomitaro Makino. Rhododendron kiyosumense ingår i släktet rododendron, och familjen ljungväxter. Inga underarter finns listade i Catalogue of Life.